# Калиновка (Павлодарская область)
Калиновка (каз. Калиновка) — село в Теренкольском районе Павлодарской области Казахстана. Расположено в 164 км к северо-западу от областного центра — Павлодара и в 57 км к северу от районного центра — села Теренколь. Административный центр Калиновского сельского округа. Код КАТО — 554853100.

## История
Село было основано в 1914 году в урочище Тойкылган, до 1928 году находилось в Песчанской волости Павлодарского уезда.
В 1929 году возник колхоз «Завет Ильича», с 1950 года — «Завет Ленина». В 1966 году на базе колхоза и части земель совхозов «Октябрьский» и «Фёдоровский» был создан мясо-молочный совхоз «Калиновский» с центральной усадьбой в селе Калиновка.

## Население
В 1985 году в селе проживало 1110 человек. В 1999 году население села составляло 866 человек (413 мужчин и 453 женщины). По данным переписи 2009 года, в селе проживало 620 человек (309 мужчин и 311 женщин).